# Geomecânica
Geomecânica é o estudo do comportamento mecânico do solo e das rochas. Divide-se em duas disciplinas principais: a mecânica dos solos e mecânica das rochas. A primeira lida com o comportamento do solo desde uma escala pequena até à escala de um deslizamento de terra. A segunda lida com temas relacionados com a caracterização de massas rochosas e mecânica de massas rochosas, a fim de prever seu comportamento, como em construção de túneis e perfuração de rocha.